# Rudolph Eberstadt
Rudolph Eberstadt (* 8. Juli 1856 in Worms; † 9. Juni 1922 in Berlin; vollständiger Name: Rudolph Michael Eberstadt) war ein deutscher Volkswirtschaftler und Stadtplaner.

## Leben
Eberstadt war ein Sohn von Ferdinand Eberstadt (1808–1888) und seiner Ehefrau Sara Zelie (geborene Seligmann) aus Kreuznach.
Als 16-Jähriger besuchte er 1872 die Handelsschule in Frankfurt am Main. Er wurde zum Bankkaufmann ausgebildet und war in Großbritannien, Frankreich und Belgien tätig (Mainzer Bankhaus „Bischofsheim“), bevor er sich schließlich als selbständiger Kaufmann mit einem Posamentengeschäft in Berlin niederließ, wo er bis 1894 blieb. Diese Tätigkeit befriedigte ihn aber nicht. So holte er das Abitur nach und schlug eine wissenschaftliche Laufbahn ein.
1894 bis 1897 studierte er in Berlin und Zürich Nationalökonomie, wobei er schon 1895 in Zürich promovierte. An der königlichen Friedrich-Wilhelms-Universität in Berlin habilitierte sich Eberstadt 1902 als Privatdozent für Nationalökonomie. Danach war er Dozent für Ökonomie an der Universität Berlin, ab 1907 mit dem Titel Professor. Am 26. Juni 1917 wurde er an der Universität Berlin zum ordentlichen Honorarprofessor ernannt. Seine Verbindungen zur TH Berlin beschränkten sich auf die Teilnahme an städtebaulichen Vortragszyklen am Städtebauseminar von Josef Brix und Felix Genzmer an der Technischen Hochschule Charlottenburg in den Jahren 1907 bis 1920. Er lebte in Berlin in der Bendlerstraße, sein Wahlspruch war: „Et in terra pax“.
Eberstadts hauptsächliches Interesse lag in der Entwicklung städtebaulicher Strukturen, bei denen viele Bewohner in menschenwürdigem Umfeld untergebracht werden konnten. Dazu unternahm er intensive Forschungen in Großbritannien und den Niederlanden und den dort damals neu aufgekommenen Reihenhaussiedlungen.
Rudolph Eberstadt veröffentlichte eine ganze Reihe Werke zu ökonomischen Fragen und zu Problemen des modernen Wohnungsbaus. Letzteres führte dazu, dass er bei städtebaulichen Planungen in Berlin und bei der Fassung des preußischen Wohnungsgesetzes zur Mitarbeit herangezogen wurde.
Nach ihm wurde im Frankfurter Nordwesten die Eberstadtstraße benannt, die heute noch existiert. Auch in Berlin ehrte man ihn: in der Kleinhaussiedlung in Berlin-Britz, die mit auf seine Anregung hin durch die Baugenossenschaft „Ideal“ erbaut wurde, nannte man eine der Straßen im ersten Block die „Eberstadt-Allee“.

## Schriften

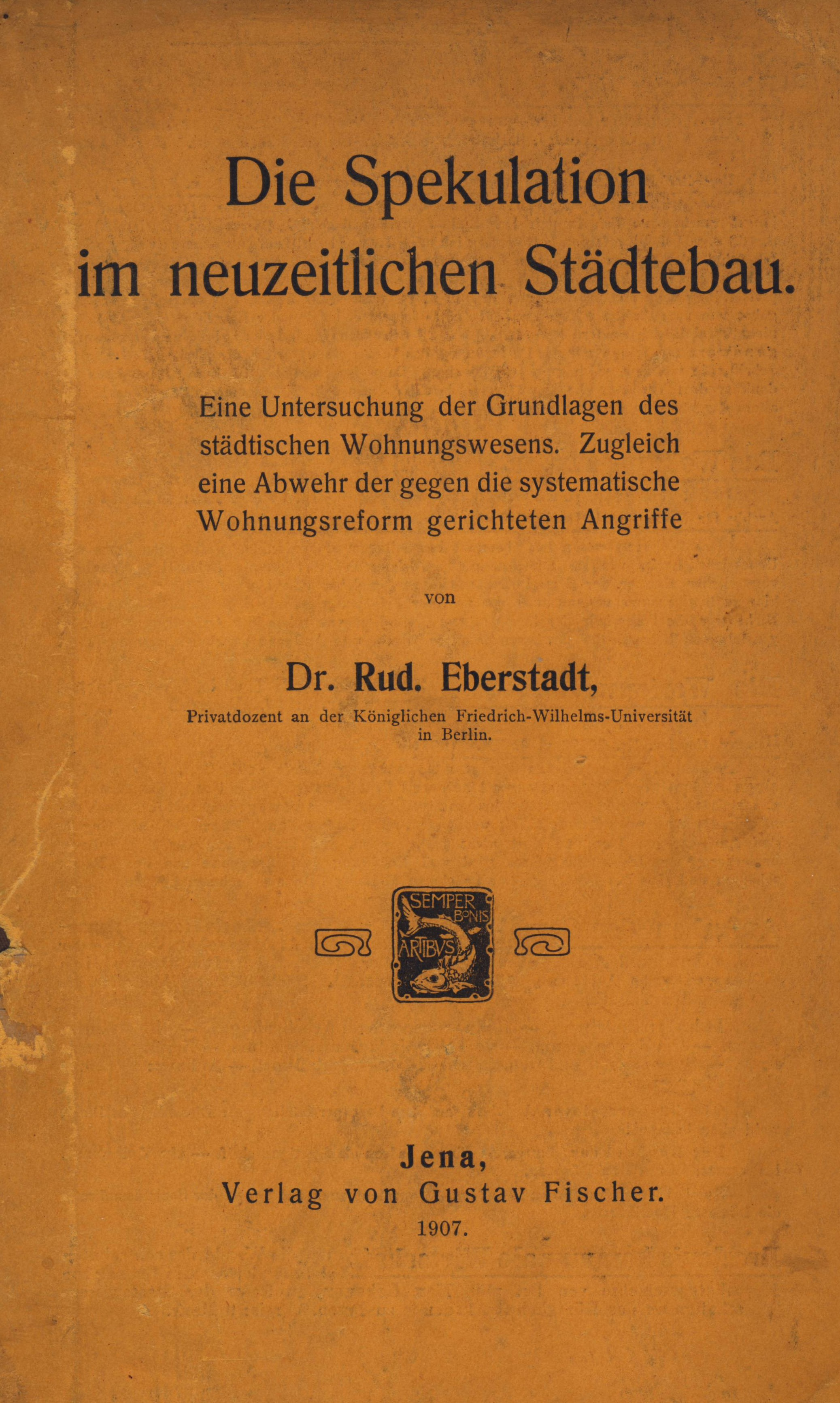
Rudolf Eberstadt: Die Spekulation im neuzeitlichen Städtebau, Jena 1907

- System und Princip in der Berliner Stadtverwaltung. Ein Beitrag zur Communalreform. H. Steinitz, Berlin 1893.
- Städtische Bodenfragen. Vier Abhandlungen. C. Heymann, Berlin 1894.
- Die Entwicklung des Gewerberechts und der gewerblichen Besteuerung in Frankreich vom 12. bis zum Ende des 15. Jahrhunderts. Zürich, Staatswissenschaftliche Fakultät, Inaug.-Diss. 1895.
- Magisterium und Fraternitas. Eine verwaltungsgeschichtliche Darstellung der Entstehung des Zunftwesens. Duncker & Humblot, Leipzig 1897.
- Das französische Gewerberecht und die Schaffung staatlicher Gesetzgebung und Verwaltung in Frankreich vom 13. Jahrhundert bis 1581. Duncker & Humblot, Leipzig 1899.
- Der Ursprung des Zunftwesens und die älteren Handwerkerverbände des Mittelalters. Duncker & Humblot, Leipzig 1900.
- Der deutsche Kapitalmarkt. Duncker & Humblot, Leipzig 1901.
- Die gegenwärtige Krisis, ihre Ursachen und die Aufgaben der Gesetzgebung. K. Hoffman, Berlin 1902.
- Rheinische Wohnungsverhältnisse und ihre Bedeutung für das Wohnungswesen in Deutschland. G. Fischer, Jena 1903.
- Das Wohnungswesen. G. Fischer, Jena 1904.
- Die Spekulation im neuzeitlichen Städtebau. Eine Untersuchung auf der Grundlage des städtischen Wohnungswesens. Zugleich eine Abwehr der gegen die systematische Wohnungsreform gerichteten Angriffe. G. Fischer, Jena 1907.
- Bauordnung und Volkswirtschaft. in: Städtebauliche Vorträge, Seminar für Städtebau an der TH Berlin, Band II, Heft 7. Wilhelm Ernst Verlag, Berlin 1908.
- Die städtische Bodenparzellierung in England und ihre Vergleichung mit deutschen Einrichtungen. C. Heymann, Berlin 1908.
- Handbuch des Wohnungswesens und der Wohnungsfrage. G. Fischer, Jena 1909.
- zusammen mit Bruno Möhring und Richard Petersen: Groß-Berlin. Ein Programm für die Planung der neuzeitlichen Großstadt. Berlin 1910.
- Unser Wohnungswesen und die Notwendigkeit der Schaffung eines preuszischen Wohnungsgesetzes. G. Fischer, Jena 1910.
- Bodenparzellierung und Wohnstraßen. in: Städtebauliche Vorträge, Seminar für Städtebau an der TH Berlin, Band IV, Heft 7. Wilhelm Ernst Verlag, Berlin 1910.
- Neue Studien über Wohnungsbau und Wohnungswesen. Jena 1912.
- zusammen mit Bruno Möhring: Bebauungsplan für den mittleren Ortsteil Treptow. Berlin 1914.
- Städtebau und Wohnungswesen in Holland. G. Fischer, Jena 1914.
- Die Kreditnot des städtischen Grundbesitzes und die Reform des Realkredits. G. Fischer, Jena 1916.
- Zur Geschichte des Städtebaus. B. Cassirer, Berlin 1916.
- Wirtschaftliche Aufteilungsformen für Kleinhaussiedlungen. in: Städtebauliche Vorträge, Seminar für Städtebau an der TH Berlin, Band IX, Heft 7. Wilhelm Ernst Verlag, Berlin 1920.
- Städtebau und Siedlungswesen. in: A. Miethe: Die Technik im 20. Jahrhundert. Braunschweig 1920.
- Handbuch des Wohnungswesens und der Wohnungsfrage. 4. Aufl., Jena 1920. Digitalisierte Ausgabe
- Das Wohnungswesen. Band 1. 1922.